# Histoire de l'astrologie
L'histoire de l'astrologie (occidentale) est un fait civilisationnel lié à l'histoire sociale et culturelle de l'humanité. Ainsi, les noms des jours de la semaine proviennent des noms latins des planètes. De même, la fête de Pâques, située le premier dimanche suivant la première pleine Lune après l'équinoxe de mars, est déterminée astralement.
On verra ici que le corpus de la doctrine astrologique s'est formé à partir d'emprunts divers, voire disparates, de rajouts et modifications successifs datant d'époques différentes. La marche de l'histoire de l'astrologie (occidentale) est saccadée.

## Dans la Vallée du Tigre et de l'Euphrate
Depuis les débuts de l'humanité, l'homme a observé le ciel, mais l'histoire se dissocie de la préhistoire avec l'invention de l'écriture. En Mésopotamie, entre les deux fleuves Tigre et Euphrate, l'observation des éclipses et autres phénomènes célestes [ciel particulièrement clair] fut associée à la maîtrise de l'écriture (sur tablettes d'argile, comme il convient à un pays riche en alluvions) pour laisser un témoignage écrit de génération en génération. Les premiers écrits que nous possédons concernant les astres remontent à 5 000 ans, et c'est à Sumer que l'on trouve la plus ancienne documentation écrite connue, avec celle de l’Égypte antique.
Les Mésopotamiens étudiaient les étoiles tournant autour du pôle céleste, le Soleil tournant [apparemment] autour de la Terre, les cinq planètes visibles à l'œil nu et la Lune. Les « astres errants » se trouvant dans le voisinage de l'écliptique (la ligne formée par le trajet annuel du Soleil dans le ciel), les constellations d'étoiles bordant l'écliptique ont donné lieu aux douze arcs de 30° de notre zodiaque. On a trouvé les douze signes énumérés pour la première fois dans un texte babylonien datant de 419 av. J.-C..
Plus superstitieux que leurs contemporains les Égyptiens, qui s'en tenaient à des observations à but pratique, les Mésopotamiens observaient le ciel dans un but mystique, reliant un astre à chaque dieu (par exemple, le dieu Sîn était associé à la Lune, et Marduk à la planète Jupiter). Les astrologues étaient à la disposition du roi, dont le thème astrologique condensait le destin du pays : seul le monarque avait le droit de connaître l'avenir.
Pour les Mésopotamiens, les astres étaient des signes et non des causes : il n'y avait pas pour eux de fatalité, car il était toujours possible de se concilier les dieux par des sacrifices en cas de mauvais présages.

## Durant l'Antiquité grecque
Chez les Grecs, le corpus astrologique a emprunté des éléments disparates datant d'époques différentes : la théorie des aspects « bénéfiques » et « maléfiques » doit beaucoup à l'école de Pythagore (né vers 580 av. J.-C.) ; le concept des quatre éléments est créé par Empédocle d'Agrigente (Ve siècle av. J.-C.). ; la notion des quatre tempéraments liée à ces quatre éléments est due à Hippocrate (mort en 377 av. J.-C.). Au sujet d'Hippocrate, il estimait indispensable l'étude de l'astrologie pour les futurs médecins.
Enfin, Aristote (précepteur d'Alexandre le Grand) a fixé l'origine des quatre éléments dans les quatre qualités élémentales (chaud, froid, sec, humide).
Ainsi, le goût des Grecs pour la critique, pour la logique et pour l'abstraction les conduisit à théoriser. Leur maîtrise des concepts mathématiques leur a fait bâtir une astronomie et une physique qui expliquaient tout à l'aide d'une Terre immobile ; c'était la physique d'Aristote : la notion de l'immobilité de la Terre constituait la pierre angulaire du système aristotélicien.
Les Grecs ont développé un modèle sphérique du cosmos qui était important pour les développements ultérieurs des systèmes de maisons astrologiques. Selon Robert Hand, la première trace de domification (soit une vision géocentrique du monde) remonterait entre 200 et 100 av. J-C.; il se serait alors agi du système des Maisons-Signes,.
Par ailleurs, les stoïciens, persuadés que le destin était immuable, ont fait des planètes les dieux eux-mêmes, alors que chez les Mésopotamiens les dieux faisaient seulement signe aux hommes à travers les astres.

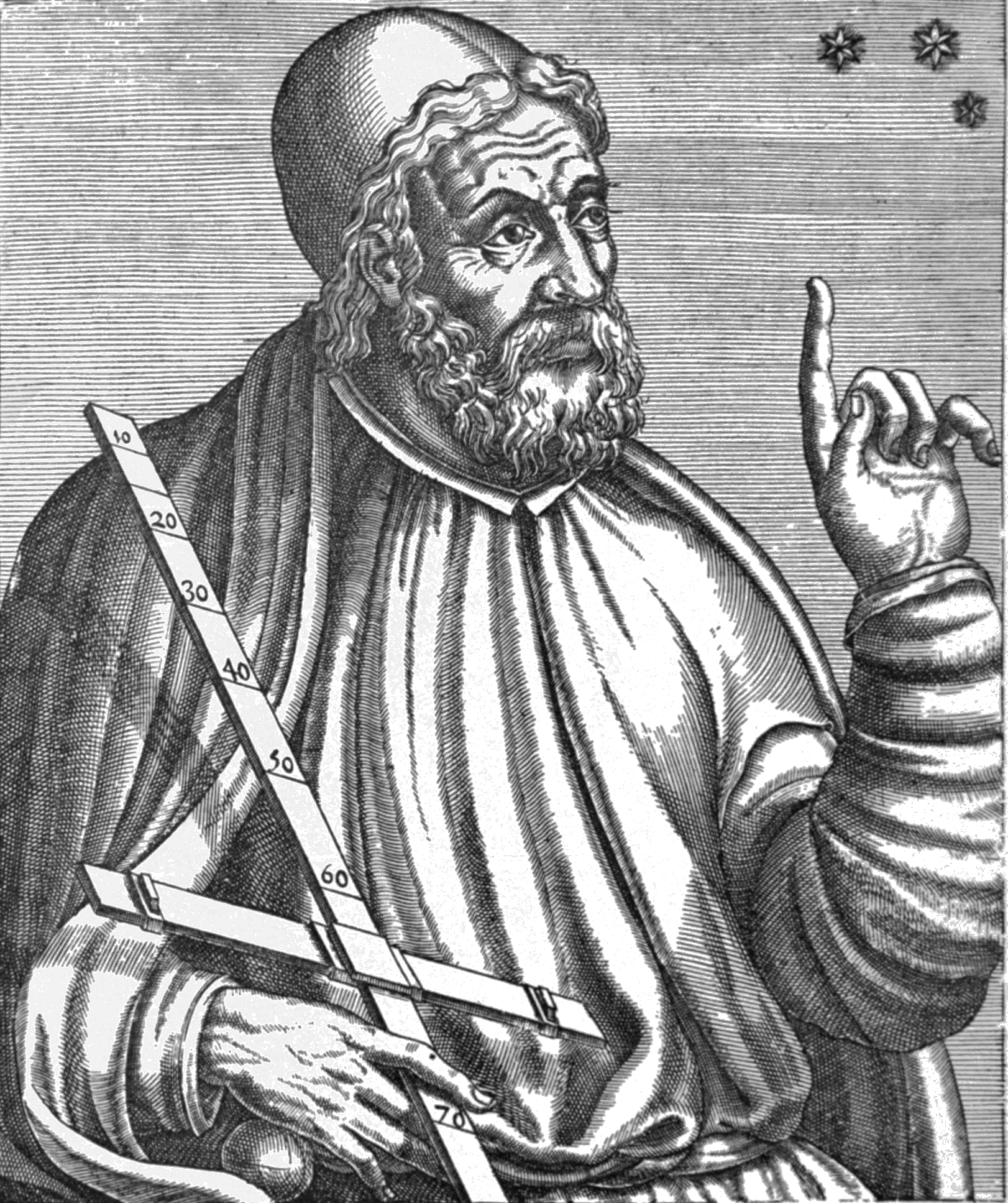
Claude Ptolémée, gravure.

## Dans ce qui restait de l'Empire d'Alexandre le Grand
La ville d'Alexandrie était dotée d'une très grande Bibliothèque de 700 000 volumes. Dans cette ville, vers l'an 140 apr. J.-C., Claude Ptolémée permit le maintien d'une partie [technique] de l'astrologie en laïcisant la synthèse qu'il en dressa (synthèse autant des connaissances techniques des Babyloniens que des éléments venus des Grecs anciens). Ptolémée a notamment mis en avant la notion de dignités planétaires.
Pour Ptolémée, les astres étaient des causes, et non de simples signes.
L'innovation majeure de Ptolémée est théorique: le choix du zodiaque tropical en lieu et place du zodiaque sidéral. En effet, Ptolémée pensait que la Terre était immobile au centre du monde. Il affirmait que si la Terre tournait sur elle-même, tous les objets s'envoleraient, la Terre tournant plus vite que les objets qui sont dessus. Il en conclut que les points équinoxiaux et solsticiaux étaient fixes dans le ciel. Or Hipparque, prédécesseur de Ptolémée, avait observé qu'il existait un décalage entre les constellations et les points marquant le début des saisons. Ces points étant supposés immobiles, le mouvement ne pouvait qu'être dû aux étoiles.

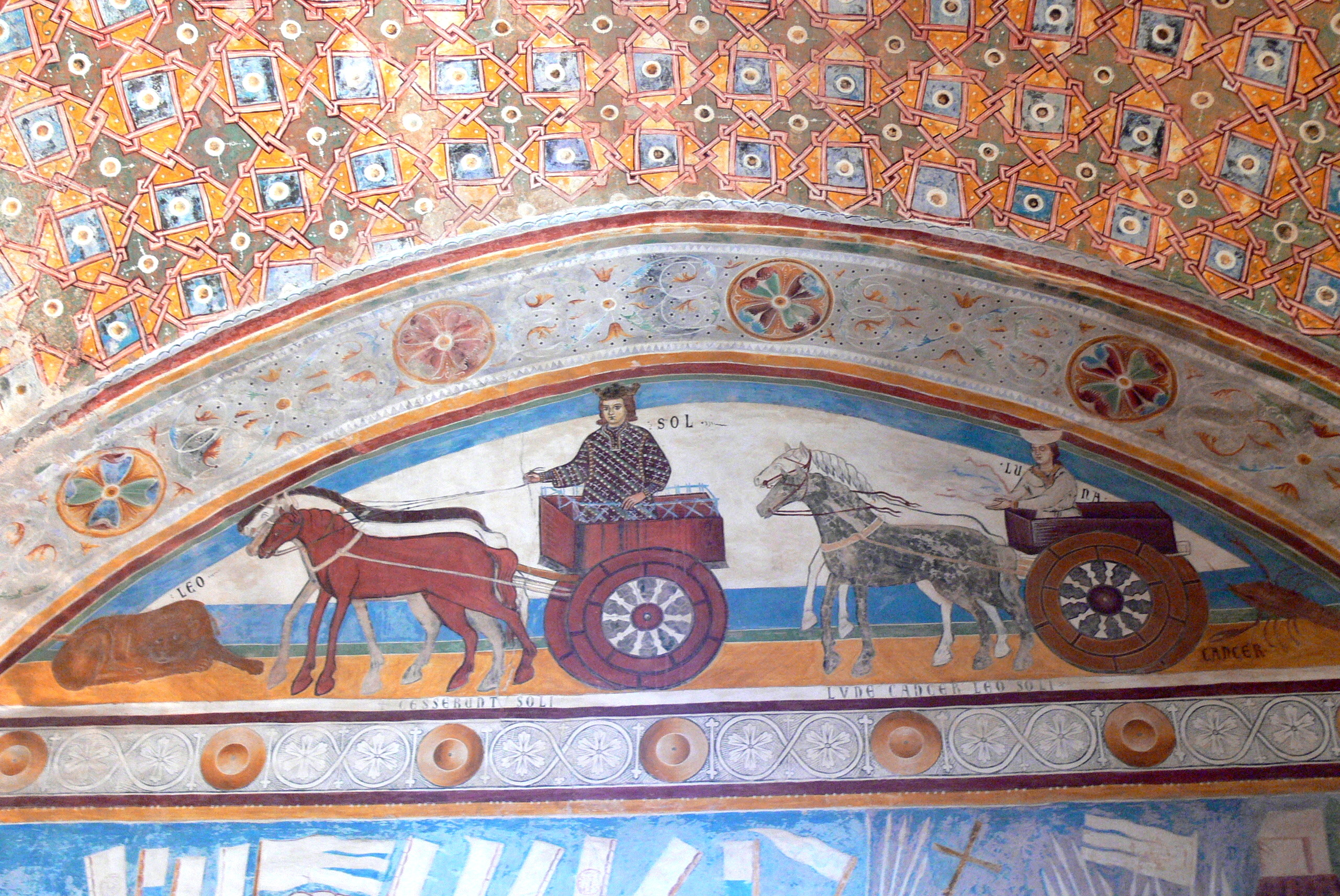
Le Soleil régit le Lion, la Lune le Cancer. Château Rocca Borromeo di Angera (Province de Varèse). Salle de la Justice. Fresque illustrant l'Été.

## Dans l'Empire romain et dans l'Occident chrétien auHaut Moyen Âge
L'astrologie est devenue extrêmement populaire dans l'Empire romain après son introduction au troisième siècle avant notre ère. Il est à noter qu'elle s'est très facilement mêlée aux doctrines philosophiques de l'époque (néoplatonisme, stoïcisme, gnosticisme...). Elle triomphe avec l'empereur Auguste, qui va jusqu'à faire graver son signe lunaire (le Capricorne) sur des pièces de monnaie (Auguste avait le Soleil en Balance). L'empereur Hadrien (Ier / IIe siècles apr. J.-C.) calculait régulièrement ses propres révolutions solaires. Cependant, la popularité des prédictions de durée de vie a rapidement dégénéré en intrigues politiques, avec un marché pour les prédictions de la mort de l'empereur par les astrologues, augmentant ainsi le risque d'instabilité du pouvoir. En conséquence, dans l'Antiquité, les astrologues ont été bannis de Rome à plusieurs reprises.
Soucieux d'assurer la cohésion de l'Empire romain autour d'une religion unique, l'empereur Constantin le Grand fut baptisé en 337 apr. J.-C. Par la suite, le catholicisme est devenu la religion officielle dans l'Empire, et l'astrologie a eu tendance à être de plus en plus réprouvée par les autorités. Attiré par l'astrologie dans sa jeunesse au milieu du IVe siècle, Saint Augustin critiqua violemment cette pratique impie après sa conversion à la religion chrétienne, en partie parce que les astrologues considéraient les planètes comme des divinités, mais aussi pour des motifs rationnels comme les destinées divergentes des jumeaux.
En 381, le Concile de Laodicée, par son canon 36, interdit aux membres du clergé de s'y intéresser. Par la suite, les astrologues ont été pourchassés et se sont réfugiés en Perse, où était conservé l'esprit grec et où ils étaient au contact des Arabes.
Longtemps avant d'entrer en contact avec la culture gréco-arabe, l'Occident chrétien avait une astrologie primitive qui se fondait essentiellement sur le seul traité  qui avait été conservé, rédigé par Firmicus Maternus (contemporain de Constantin), et sur des traductions latines de textes grecs d'astrologie populaire. Cependant, la volte-face de Firmicus Maternus est notable : converti au christianisme, il a rédigé vers 348 apr. J.-C. un Traité de la fausseté des religions profanes (De errore profanarum religionum) où il condamnait vertement les convictions religieuses des païens et implorait l'empereur d'éradiquer les anciennes religions comme un devoir sacré qui serait récompensé par Dieu.

## Dans les empiresperseetmusulman
Après la reddition d'Alexandrie aux Arabes au VIIe siècle et la fondation de l'empire abbasside au VIIIe siècle, les érudits islamiques ont reçu l'astrologie avec enthousiasme. Le deuxième Calife abbasside, Al-Mansur (754-775) a fondé la ville de Bagdad pour qu'elle serve de centre d'enseignement et y a inclus une bibliothèque-centre de traduction connue sous le nom « Bayt al-Hikma » (« Grenier de sagesse »), qui a continué à se développer sous ses successeurs et qui devait donner une impulsion déterminante à la traduction en arabe des textes astrologiques hellénistiques. Parmi les premiers traducteurs figuraient Masha'allah ibn Atharî, qui a contribué à fixer la date de la fondation de Bagdad, et Sahl ibn Bishr (en) (alias  Zael ), dont les textes ont beaucoup influencé les astrologues postérieurs européens tels que Guido Bonatti au XIIIe siècle, et William Lilly au XVIIe siècle. L'un des astrologues de langue arabe (il était perse) les plus influents fut Albumasar, dont l'œuvre Introductorium in Astronomiam est devenue plus tard un traité populaire dans l'Europe médiévale. Albumasar introduisit l'étude des grandes conjonctions, soit les conjonctions Jupiter-Saturne.

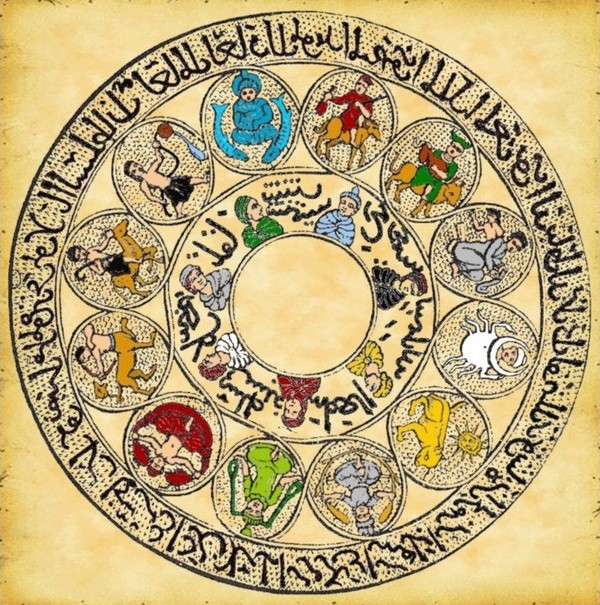
Zodiaque arabo-musulman.

Les Arabes accrurent considérablement les connaissances en astronomie, et beaucoup de noms d'étoiles toujours portés aujourd'hui, tels que Aldébaran, Altaïr, Bételgeuse, Rigel et Véga en sont les héritiers. Ils ont développé également la liste des parts hellénistiques à tel point qu'elles sont aujourd'hui dénommées parts arabes, alors qu'il s'agit d'un élément important de l'astrologie hellénistique (en).
Au cours de l'avancée de la science islamique, certaines des pratiques astrologiques ont été combattues pour des raisons théologiques par des astronomes tels que Al-Farabi, Ibn al-Haytham et Avicenne. Leurs critiques ont fait valoir que les méthodes des astrologues étaient conjecturales et non empiriques, et qu'elles entraient en conflit avec les vues religieuses orthodoxes des oulémas dans la mesure où elles suggéraient que la volonté de Dieu peut être connue avec précision et prévue à l'avance. Ces critiques concernaient principalement l'astrologie judiciaire (en) (incluant l'astrologie horaire), plutôt que l'astrologie médicale ou météorologique, qui étaient considérées à l'époque comme faisant partie des sciences naturelles.
Par exemple, l'œuvre d'Avicenne « Réfutation de l'astrologie » (« Resāla fī ebṭāl aḥkām al-nojūm ») condamna la pratique de l'astrologie tout en soutenant le principe selon lequel les planètes agissaient comme agents de la causalité divine en exprimant le pouvoir absolu de Dieu sur la création. Avicenne a estimé que le mouvement des planètes influençait de manière déterministe la vie sur Terre, mais opinait qu'il était impossible de connaître exactement l'influence des astres. Dans l'absolu, Avicenne n'a pas réfuté le dogme essentiel de l'astrologie, mais il a nié la capacité humaine à la maîtriser au point d'effectuer grâce à elle des prévisions précises et fatalistes.

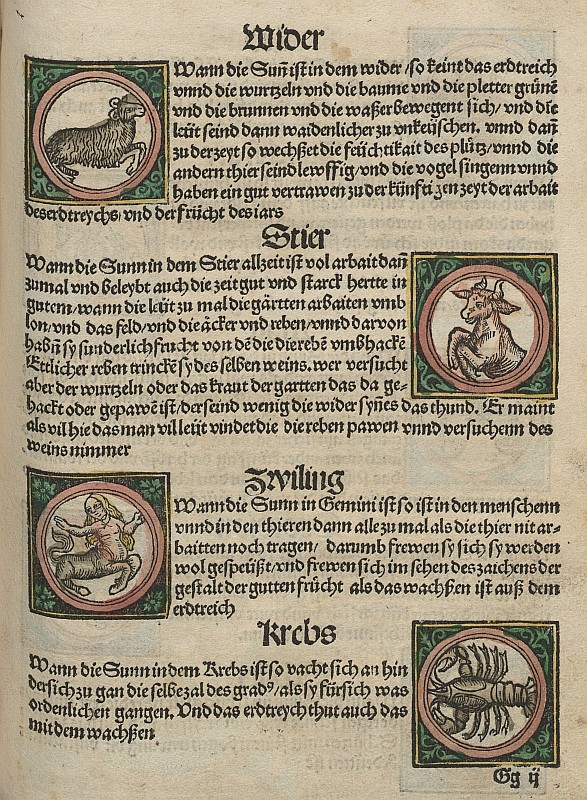
Signes du zodiaque. Gravure sur bois de Johannes Regiomontanus (1512).

## Dans l'Occident au Moyen Âge et à la Renaissance
Alors que l'astrologie prospérait en Orient, où les courants de pensée indien, perse et musulman se rejoignaient pour s'investir activement dans des projets de traduction, à la même époque, dans l'ancien Empire romain d'occident, l'astrologie était devenue « fragmentaire et peu sophistiquée », en partie à cause de la disparition des connaissances grecques en astronomie, et en partie à cause des condamnations de l'Église.
L'astrologie renaît au XIIe siècle dans l'Occident chrétien après cinq cent ans d'éclipse avec l'introduction du savoir des Arabes. Le Tetrabiblos de Ptolémée est traduit en Latin depuis la version arabe par Platon de Tivoli en 1138. Dans ce XIIe siècle, le Dominicain Saint Thomas d'Aquin suit Aristote en proposant que les étoiles contrôlent le corps imparfait « sublunaire », tout en essayant de réconcilier l'astrologie avec le christianisme en déclarant que Dieu gouverne l'âme.
De fait, jusqu'à la redécouverte de cette pensée au XIIe siècle, et contrairement à la situation dans l'Empire byzantin et dans le monde islamique, l'accès aux œuvres d'Aristote était très restreint dans l'Occident chrétien depuis la fin de l'Empire romain. Au cours des quatre à cinq siècles qui ont suivi cette redécouverte, la pensée aristotélicienne a eu une grande influence sur la philosophie et la théologie occidentales, créant de nombreuses contradictions avec celle de Saint-Augustin.
Les universités (de médecine notamment) se développent aussi à partir du XIIe siècle, et la médecine médiévale s'appuie sur l'astrologie pour établir des diagnostics. Les souverains et les princes possèdent à leur cour un ou plusieurs astrologues aux soins desquels on se remet pour la médecine. Ainsi, Catherine de Médicis avec, entre autres, Nostradamus. À partir de 1520, il existe une chaire d'astrologie à l'Université papale. Le pape  Paul III nomme même évêque  l'astrologue Luca Gaurico.
Cependant, le réformateur Martin Luther (1483-1546) a rejeté l'astrologie. Les Jésuites, qui sont devenus l'ordre le plus influent de l'Église catholique après la Contre-Réforme (XVIe siècle), ont également rejeté l'astrologie.

## AuXVIIesiècle

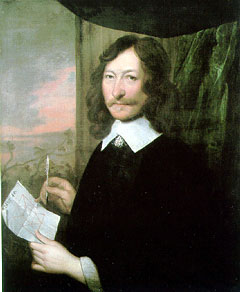
William Lilly.

Lors de la période charnière du XVIIe siècle, le français Jean-Baptiste Morin de Villefranche approfondit autant que faire se peut l'interprétation astrologique (thème(s)) au moyen des maîtrises (domiciles). Au contraire, au cours de sa vie, l'astronome-astrologue allemand Johannes Kepler ne retint que les aspects astrologiques. Lors de ce même siècle, le mathématicien italien Placidus érigea le premier des tables de maisons pour la méthode de domification qui porte son nom. À la même époque, William Lilly, toujours cité par les partisans de l'astrologie traditionnelle, a été selon l'historien de l'astrologie Wilhelm Knappich « le vrai père de l'astrologie britannique ».
Après les honneurs, la déchéance vint rapidement pour l'astrologie, sauf en Grande-Bretagne, où régnait l'empirisme, et où les personnes éduquées n'éprouvaient pas le besoin de tout justifier théoriquement avant de passer à la pratique (à la différence de la situation en France, marquée par le Discours de la méthode de René Descartes paru en 1637). Lorsque Colbert créa l'Académie des Sciences en 1666, dix ans après la mort de Morin de Villefranche, il interdit expressément aux académiciens d'enseigner cette discipline,. Pierre Thuillier affirme que « le déclin de l’astrologie au XVIIe siècle n’est pas le résultat d’une critique purement rationnelle, d’une démonstration en bonne et due forme. En fait, cette prétendue science n’a pas été réfutée ; elle est tombée en désuétude ».
La montée de l'esprit rationaliste  et la glorification de la science (dont les limites voire le côté menaçant ont été mis en avant au début du XXe siècle, lorsque l'astrologie a resurgi) furent de fait indissociables de la décadence de l'astrologie. En particulier, au XVIIe siècle, Galilée a promu la révolution copernicienne ; cette dernière a introduit une nouvelle représentation du monde qui s'est épanouie au siècle des Lumières. En outre, selon Vittorio Hösle, la rupture entre l'homme et la nature s’est pleinement réalisée avec Descartes par l'établissement d’un dualisme âme-corps, ce divorce entrant en pleine contradiction avec l'affirmation de la Table d'émeraude souvent revendiquée par les astrologues (« Ce qui est en bas est comme ce qui est en haut, et ce qui est en haut est comme ce qui est en bas »).

## À l'époque contemporaine

### Au et à la suite duSiècle des Lumières
En 1781 se produisit un événement qui fit l'effet d'un coup de tonnerre et posa un grand problème aux astrologues : la découverte, grâce au télescope, d'une nouvelle planète du système solaire, Uranus, ce qui vint détruire le septénaire planétaire, associé à la puissance mystique du nombre 7. En effet, en comptant les deux luminaires (Soleil et Lune, qui ont un domicile chacun : Lion pour le Soleil, et Cancer pour la Lune), le dispositif des dignités planétaires cadrait parfaitement avec le nombre des 5 planètes visibles à l'œil nu (Mercure, Vénus, Mars, Jupiter et Saturne) qui se voyaient attribuer deux domiciles chacune (Mercure en Gémeaux et en Vierge, Vénus en Taureau et en Balance, Mars en Bélier et en Scorpion, Jupiter en Sagittaire et en Poissons et Saturne en Capricorne et en Verseau). Avec la découverte d'Uranus, ce système de l'astrologie traditionnelle volait en éclats : comment trouver un dispositif des maîtrises pour 8 astres ?. Les dignités planétaires ne retrouvèrent une certaine cohérence, bien après la découverte de Neptune (en 1846), qu'avec la découverte de Pluton en 1930 (Soleil domicilié en Lion, Lune en Cancer, Jupiter en Sagittaire, Saturne en Capricorne, Uranus en Verseau, Neptune en Poissons, Pluton en Scorpion, seules les deux planètes intérieures - situées entre le Soleil et la Terre - se voyant attribuer deux domiciles chacune : Mercure en Gémeaux et en Vierge, Vénus en Taureau et en Balance).
À partir de la publication de l'Encyclopédie de - notamment - Denis Diderot et Jean Le Rond d'Alembert, l'astrologie a oscillé entre ésotérisme et exotérisme. Entre l'astronomie et l'astrologie, le divorce fut finalement prononcé au XIXe siècle, époque du rationalisme triomphant. L'astrologie ne fut plus transmise en France et en Allemagne que par l'intermédiaire d'écoles ésotériques, que ce soit des enseignements maçonniques tels que les Rose-Croix, ou des filiations plus discrètes de maître à élève.
La différence est énorme avec la Grande-Bretagne, qui est la seule à avoir gardé de l'intérêt pour l'astrologie, dû à la publication d'almanachs de prédictions qui n'existaient nulle part ailleurs. Les almanachs respectifs diffusés par deux astrologues ayant choisi pour pseudonymes des noms d'archanges, Raphaël (William C. Wright) et Zadkiel (Richard James Morrison), ont eu pour effet, à la différence du continent européen, de désocculter la discipline, la rendant accessible au grand public. Zadkiel a vulgarisé dans son ouvrage très remarqué Grammar of Astrology les méthodes d'établissement des thèmes astrologiques et Raphaël a diffusé des éphémérides annuelles.
Dans le même temps, les éphémérides n'étaient plus publiées en Europe continentale, ce qui nécessitait que les astrologues, pour dresser un thème, effectuent des calculs longs et compliqués, réservés aux personnes très éduquées.

### AuXXesiècle

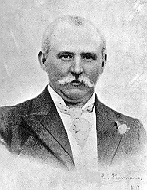
Alan Leo.

#### Résurgence dans la culture populaire
Le théosophe Alan Leo, adepte de la réincarnation, est considéré par beaucoup comme le père de l'astrologie moderne. En Grande-Bretagne, les astrologues de l'époque victorienne et leurs prédécesseurs estimaient que l'astrologie était la science de la prédiction. Alan Leo y mit le holà en insistant sur l'étude du caractère plutôt que de la destinée. La revue Modern Astrology qu'il a fondée en 1896 est la première grande revue d'astrologie au monde.
Une grande partie des astrologues contemporains se réclament du principe de synchronicité formulé par le psychanalyste suisse Carl Gustav Jung. Alors que Freud voyait la libido comme une énergie uniquement sexuelle, Jung y a vu aussi une énergie psychique en lien avec l'ensemble des représentations de l'imaginaire humain, autrement dit l'inconscient collectif. Ce psychanalyste qui dressait, pour obtenir un éclairage, le thème astrologique des patients pour lesquels il avait du mal à poser un diagnostic, a eu une grande influence, via la notion d'archétypes, sur la pensée astrologique symboliste contemporaine, pour laquelle les astres sont de simples signes, et non des causes.
Contrairement à l'Allemagne, où la renaissance de l'astrologie est en lien avec la théosophie, en France, la résurgence de l'astrologie vers 1890 est contemporaine du monumental Traité méthodique de science occulte de Papus (Dr Gérard Encausse), qui éveilla un vif intérêt pour l'occultisme traditionnel. Peu après, le nom de Paul Choisnard est à noter, car celui-ci a été le premier à mener des études statistiques sur les « influences » astrales. Cependant, le grand public ne s'intéressa vraiment à l'astrologie qu'à partir des années 1930 en raison de l'appui de la presse à grand tirage.
C'est à travers les mass media (revues, journaux et émissions de radio notamment) que l'astrologie est revenue sur le devant de la scène. Marie-Louise Sondaz a popularisé les signes solaires : « jusqu'à la fin du XIXe siècle, la priorité dans l'interprétation du thème astrologique était donnée au signe ascendant, et non signe où se trouvait le Soleil. Ainsi, être né (par exemple) « sous le signe du Bélier » voulait dire avoir l'ascendant, et non le Soleil, dans ce signe. La priorité n'a été donnée au cycle annuel par rapport au rythme journalier qu'avec l'essor de l'astrologie populaire (celle des médias de masse). »
Au XXe siècle, Madame Soleil, qui tenait une fameuse émission sur la radio  Europe 1, est devenue un personnage public, à tel point qu'un président de la République y a fait référence (« Je ne suis pas Madame Soleil » a répondu Georges Pompidou à une question de prospective incertaine lors d'une conférence de presse restée dans les annales).
L'astrologie a aussi trouvé une place dans le mouvement New Age, qui annonce une nouvelle ère astrologique scandée par la précession des équinoxes. Cette ère du Verseau est censée prendre la suite de l'ère des Poissons dont Paul Le Cour, en 1937, fixa l'origine au début de l'ère chrétienne.
L'astrologie karmique est un des résultats modernes de l'évolution de l'astrologie. Recherchant davantage de clés pour comprendre un thème astrologique, elle introduit de nouveaux facteurs d'analyse : les nœuds lunaires, la Lune noire.

#### Représentation dans les pays francophones
Deux auteurs français prolifiques, et notamment de traités d'astrologie toujours respectés, sont Hadès et André Barbault. Leurs œuvres figurent, avec le livre du belge Georges Antarès sur l'interprétation, parmi les trois manuels d'astrologie très répandus cités par le théologien belge Yves Haumont pour démonter la combinatoire interprétative. La vie astrologique belge du XXe siècle fut aussi particulièrement marquée par la figure de Gustave Lambert Brahy, sous la houlette de qui la revue Demain atteignit une audience mondiale. Expert-comptable de formation, il plaidait une astrologie scientifique s'abstenant de se référer à quelque système philosophique. L'astrologie suisse fut quant-à elle marquée, avant qu'ils ne s'établissent au Québec en 1956, imprimant ainsi leur marque sur l'astrologie canadienne d'expression française, par Werner Hirsig et son épouse Huguette Hirsig, qui éditèrent notamment la revue romande Destin.

#### Présence du côté éditorial
Il est intéressant de suivre l'évolution des moutures du Que sais-je ? sur L'Astrologie (Presses universitaires de France). L'auteur de la première version, Paul Couderc (astronome membre du Comité d'honneur de l’Union rationaliste), conclut en 1951 son réquisitoire contre l'astrologie en la traitant de « pseudo-science » et de « dangereuse survivance, au XXe siècle, d'une antique superstition ». Il écrit également : « Que vaut l'astrologie ? Rien, exactement rien ». Cette condamnation sonna, a écrit Jacques Halbronn « comme une sorte de rejet de l'astrologie au sein des savoirs reconnus, un peu comparable, toutes proportions gardées, à l'absence de l'astrologie de l'Académie Royale des Sciences ». L'ouvrage fut réédité pendant plus de trente ans, jusqu'à la mort de Paul Couderc, et fut vendu à environ 50 000 exemplaires. En 1989, cette version fut remplacée, sous le même titre, par un Que sais-je ? pro-astrologie écrit par Suzel Fuzeau Braesch (biologiste au CNRS et astrologue). Enfin, une troisième version parut en 2005 sous la plume de Daniel Kunth (astronome membre du CNRS) et Philippe Zarka (astrophysicien membre du CNRS), qui conclurent que l'astrologie se situe par sa nature-même « hors du domaine de la science, dans une sphère de pratique fondée sur une croyance ou une révélation ».